# ハニー・トラップ (テレビドラマ)
『ハニー・トラップ』は、2013年10月19日から12月21日まで、フジテレビジョン「土ドラ」枠にて放送された日本のテレビドラマ。主演はAKIRA。
一流商社で最新技術を生かした素材のプロジェクトを進める主人公・美山悠一は、何者かによってプロジェクトの機密情報を盗まれ、情報漏えいで失脚する。産業スパイによる情報漏えい問題を題材とした社会派アクションサスペンスドラマである。

## 出演

### 総和物産
美山 悠一（みやま ゆういち）〈33〉
演 - AKIRA
先端材料事業部。同社で「シリコン」に変わる新しい素材「グラフェン」の開発に携わっている。グラフェンの開発を主軸とした新会社の開発部長に内定していたが、突然情報漏洩の嫌疑が掛けられ、会社側から一方的に謹慎処分の命令が下る。
遠藤 なつみ（えんどう なつみ）〈33〉
演 - 仲間由紀恵
経理部。悠一の妻。幼い頃に両親を事故で亡くし施設で育てられたため、家族に強い憧れを持っている。仕事熱心で残業が多く帰りが遅い悠一を支える良き妻。悠一が留置場に収容されると離婚届を持って面会に訪れる。その後、穂積と共に悠一の前に現われ、次原明日香と名乗る。

#### 先端材料事業部
宮原 杏奈（みやはら あんな）〈33〉
演 - 野波麻帆
美山の同期。美山の事を信頼しており、情報漏洩に関する会社の対応に不信感を覚える。
日下部 秀平（くさかべ しゅうへい）〈35〉
演 - 丸山智己
美山の先輩。開発部長に抜擢された美山に嫉妬心を燃やす。次原明日香という女性と愛人関係にあり、株式投資失敗の補填、娘の教育費、遊興費用などを捻出するために合計8000万円にも上る会社の金を横領していた。
だが、横領だけでは金が回らなくなり、新たに金を捻出するためにライバル会社のミレ・パシフィックに「グラフェン」のデータを渡す。
早川 由加利（はやかわ ゆかり）〈27〉
演 - 篠原真衣
営業部員。杏奈の部下。有能な社員で、杏奈からの信頼も厚い。
安藤 眞一（あんどう しんいち）〈42〉
演 - 森岡豊
部長。
折田 忠（おりた ただし）〈46〉
演 - 神尾佑
担当役員。

### ミレ・パシフィック日本支社
穂積 宗広（ほずみ むねひろ）〈42〉
演 - 小澤征悦
総務部課長。「グラフェン」の重要な鍵を握る美山をヘッドハンティングする。
山中 塔子（やまなか とうこ）〈29〉
演 - 音月桂
穂積の忠実な部下。一方で、親密な関係にある。
西原 康信（にしはら やすのぶ）〈53〉
演 - 田中隆三
取締役専務執行役員。繊維部門の責任者。

### 大洋国際特許事務所
中川 薫（なかがわ かおる）〈30〉
演 - 内山理名
所員。陸上の元オリンピック候補選手で、その高い身体能力とバランスの取れた思考能力で周囲の状況を素早く判断し、業務全般を隙なくこなす。
荒井 和人（あらい かずひと）〈35〉
演 - 池内博之
所員。PCを駆使した情報収集が得意。
小林 恭助（こばやし きょうすけ）〈45〉
演 - 高嶋政伸（特別出演）
所長。総和物産上層部からの依頼で、「グラフェン」に関する情報漏洩の原因を探るため美山に近づき、彼に意味深な警告をする。

### その他
小野寺 正隆（おのでら まさたか）〈58〉
演 - 長谷川初範
明王大学教授。悠一の父親。総和物産の依頼で「グラフェン」研究チームの顧問を務めることになり、20年ぶりに悠一と顔を合わせることになった。
研究に没頭し、妻（悠一の母親）を看取らなかったため、悠一とはぎくしゃくした関係が続いていたが、成長した息子の姿に喜びを感じていた。「グラフェン」の研究機材が大学の実験室から盗まれてから消息を絶っていたが、その後溺死体として東京湾で発見される。
天音 幸（あまね こう）
演 - 武田真治
中国の自動車部品メーカー「ジミー・ウォン」の関係者。実父を殺害した疑いで拘留された美山が留置場で出会う男性。美山の周辺で起こった事件の顛末やなつみの存在を全て知っていた。
謎の男
演 - 張天翔
天音に雇用され、マフィアグループのリーダー。
藤田（ふじた）
演 - 内藤典彦
住川商事の担当者。塔子と関係を持ち、穂積を見限って一緒に働ないかと自社に誘う。
田崎 宏尚（たざき ひろなお）
演 - 津村知与支
明王大学サーバールーム管理者。
永田
演 - 高杉亘
警視庁刑事。なつみの救出に向かった美山を以前逮捕した刑事。その後、美山が監禁されていた場所付近の山中で、なつみらしき人物が転落したと、入院中の美山に知らせに来る。
掛川 学
演 - 飯田基祐
特許庁職員。恭助の友人。ミレ・パシフィックから申請される「グラフェン」の特許を遅らせて欲しいと、恭助から依頼を受ける。
浦辺 聡（うらべ さとし）
演 - 辰巳蒼生
丸友メディカルテック開発部長。取り戻した「グラフェン」データを基に、美山は安藤と共に新規事業先として交渉する。
小林 恵美（こばやし めぐみ）
演 - 高野志穂
恭助の妻。紳士靴店販売員。
小林 翔太（こばやし しょうた）
演 - 大硲真陽
恭助・恵美の息子。通学する小学校の授業参加日に天音が現れる。
志倉 寿美代（しくら すみよ）
演 - 芝村洋子
なつみの母親。

## スタッフ
- シリーズ構成 - 渡辺雄介
- 脚本 - 山岡潤平
- 音楽 - 横山克
- 監督 - 七高剛、日比野朗、宮脇亮、水村秀雄
- アクション監督 - 小池達朗（アルファスタント）
- 主題歌 - 三代目J Soul Brothers from EXILE TRIBE「SO RIGHT」（rhythm zone）[7]
- 助監督 - 宮脇亮、岸川正史、斎藤克康、近藤信子
- スタントコーディネーター - 新上博巳
- スタント - 伊藤慎、谷山尚未、猪原伸浩
- CG - 山口千香、森田雄（ネイキッド）
- 撮影 - 山中敏康
- 照明 - 木幡和弘
- 選曲 - 泉清二
- 効果 - 丹雄二、丹愛
- 美術プロデュース - 津留啓亮
- 産業スパイ監修 - 日高賢治
- 情報セキュリティー監修 - gemalto、相原敬雄
- 取材協力 - グラフェンプラットフォーム、児玉総合情報事務所、グラフェンWiki（SJN）、長谷川正治
- 資料協力 - はる書房、日本人工臓器学会
- リサーチ協力 - 森口悠介
- 医事指導 - 上野真希
- 中国語指導 - 辛島陽一
- 技術協力 - ビデオスタッフ
- 照明協力 - ザ・ホライズン
- 編成企画 - 太田大
- プロデュース - 高石明彦
- プロデューサー補 - 鈴木香織
- 制作 - フジテレビ
- 制作著作 - The icon

## 放送日程
| 各話                                                      | 放送日   | サブタイトル                                     | 演出     | 視聴率 |
| --------------------------------------------------------- | -------- | ------------------------------------------------ | -------- | ------ |
| 第1話                                                     | 10月19日 | サスペンス大作登場 家族と仕事奪われた男壮絶復讐  | 七高剛   | 7.5%   |
| 第2話                                                     | 10月26日 | 衝撃本格サスペンス 花嫁は天使か悪魔か…黒幕は誰   | 七高剛   | 6.6%   |
| 第3話                                                     | 11月02日 | 消えた妻の衝撃正体 暴かれ始める事件全貌 第一章完 | 七高剛   | 7.8%   |
| 第4話                                                     | 11月09日 | 悪魔の妻へ…ついに逆襲始まる! あの女を許さない    | 日比野朗 | 6.0%   |
| 第5話                                                     | 11月16日 | 全て失った男逆転! 父の形見胸に…悪魔が微笑む夜    | 日比野朗 | 4.2%   |
| 第6話                                                     | 11月23日 | 今夜拷問の謎が遂に判明! 全て逆転の衝撃 絆は本物  | 七高剛   | 7.0%   |
| 第7話                                                     | 11月30日 | 最愛の妻が死んだ? 信じる夫…命を懸けた救出劇!     | 宮脇亮   | 6.4%   |
| 第8話                                                     | 12月07日 | 妻が今夜全てを語る 過去、罠、スパイ行為 全容解禁 | 水村秀雄 | 5.0%   |
| 第9話                                                     | 12月14日 | 史上最大の作戦開幕 命懸けの賭けにスパイは嵌るか  | 七高剛   | 5.0%   |
| 最終話                                                    | 12月21日 | 生きたままの埋葬…信じてくれて、有難う運命の愛    | 七高剛   | 4.5%   |
| 平均視聴率 6.0%（視聴率は関東地区・ビデオリサーチ社調べ） |          |                                                  |          |        |

## コラボレーションCM
前番組の『山田くんと7人の魔女』に続き、筆頭スポンサー・日産自動車による土ドラ枠限定のインフォマーシャル「NISSAN ドラマinドラマ」を放送。今回はそのSEASON5として『バカリー・トラップ』を放送している。過去の作品に引き続き、バカリズムが主演。バカリズムが「研究員の男」を演じ、監禁されていた「研究員の男」を助け出した中川薫（演：内山理名）、バカリを監禁する女（演：篠原真衣）、謎の女（演：野波麻帆）、男の同僚である美女A（演：南條有香）、美女B（演：てんちむ）、美女C（演：今井りか）、美女D（演：宮城舞）が登場する。
公式HP上で行っている美女投票によって、4人の美女の中から最終話で悪女を演じる女性が決まる。その投票をした人の中から抽選で選び、『バカリー・トラップ』の最終話に黒幕として出演する権利が与えられる。